# Паломар-лейденские обозрения троянских астероидов
Паломар-лейденское обозрение троянских астероидов (англ. Palomar-Leiden Trojan Surveys) — три голландско-американских проекта по поиску малых планет, нацеленные, в основном, на обнаружение троянских астероидов Юпитера.
Эти проекты вели те же учёные, которые участвовали в 1960 году в P-L Survey: голландские астрономы Корнелис ван Хаутен и Ингрид ван Хаутен-Груневельд, а также Том Герельс.
В ходе трёх проектов открыто около 3600 троянцев. Астероидам, открытым в рамках этих проектов присваивались специальные обозначения (№ — порядковый номер астероида в рамках проекта): № T-1, № T-2, № T-3.

## Инструменты
Проект использовал шмидтовский 1,2-метровый телескоп Самуэля Осчина, расположенный в Паломарской обсерватории. В течение нескольких ночей делались снимки на стеклянных фотопластинках производства «Kodak» размером 35,6×35,6 см и толщиной 1 мм. Всего в трёх проектах было получено 198 качественных снимков, которые в последующем изучались с помощью компаратора.
В настоящее время ведётся оцифровка архива фотопластинок проектов.

## Первое паломар-лейденское обозрение троянцев
Первое паломар-лейденское обозрение троянцев (T1S) исследовало точку Лагранжа L5 Юпитера. Оно проводилось в 1971 году (24, 25, 26, 27 марта; 2 и 16 апреля; 13, 14 и 16 мая). За 9 ночей получено 54 качественных фотопластинки. Открыто 746 астероидов, из которых 741 нумерованных (по состоянию на 3 февраля 2011).

## Второе паломар-лейденское обозрение троянцев
Второе паломар-лейденское обозрение троянцев (T2S) исследовало точку Лагранжа L4 Юпитера. Оно проводилось в 1973 году (19, 20, 24, 25, 29, 30 сентября; 4 и 5 октября). За 8 ночей получено 76  качественных фотопластинок. Открыто 1396 астероидов, из которых 1343 нумерованных (по состоянию на 3 февраля 2011).

## Третье  паломар-лейденское обозрение троянцев
Третье паломар-лейденское обозрение троянцев (T3S) исследовало точку Лагранжа L5 Юпитера. Оно проводилось в 1977 году (7, 11, 12, 16, 17, 21, 22 октября). За 7 ночей получено  качественных 68 фотопластинок. Открыто 1430 астероидов, из которых 1322 нумерованных (по состоянию на 3 февраля 2011).